# Букелари
Букелари (лат. bucellarii - они који једу двопек) били су елитне коњичке јединице у Источном римском царству у доба цара Јустинијана (527-565).

## Оружје и опрема
Византијски коњаник је носио челичну кацигу, панцирну кошуљу која му је сезала до бедара, металне рукавице и ципеле. Његово оружје били су мач, копље и лук. Тако је он био тешко опремљени стрелац, способан да ослаби непријатеља стрелама из даљине, а затим га савлада у јуришу и борби прса у прса. Оваква коњичка опрема усвојена је током Јустинијанових похода и одржала се до пада Царства.
У доба Јустинијана коњица је, као и пешадија, била наоружана оружјем за блиску и даљњу борбу, па се могла употребити за коњички удар и за борбу на одстојању, што је било нарочито важно у борби против номада из Азије. Наоружање се састојало из лука, дугог мача и копља, ређе бојне секире, а заштитна опрема из оклопа, шлема и доколеница. Крајем 6. века већ се битно разликује наоружање лаке и тешке коњице. Лака располаже малим луком домета до 130 м, кратким мачем и слабом заштитном опремом; тешкој је главно оружје копље за удар и кратки мач, а заштићена је верижном кошуљом, шлемом, коленицама и доколеницама.
У доба Лава Мудрог (886-912) тешка коњица је још боље наоружана и заштићена: располаже широким мачем, бодежом, малим луком и дугачким копљем са праменом на врху. Заштитна опрема састоји се из шлема са праменом на врху,  дуге верижне кошуље (од врата до бутина), челичних рукавица и ципела. Коњи официра и коњаника прве врсте били су кожом или металом лако оклопљени по глави, врату и прсима.

## Тактика
Развојем византијске тактике, коњица је постала главни елеменат оружане силе који у биткама има решавајућу улогу, јер се пешадија, мада бројно јача, углавном бори бацачким оружјем на даљину. У доба Јустинијана (527- 565) коњицу образују хипасписти (ύπασπιστής) - приватни војници војсковођа и високих команданата (Хуни, Готи, али и домаћи ратници), затим федерати (foederati) - разне варварске јединице под византијским командантом, и део савезника (socii) - једнородне варварске јединице. Федерати образују тешку коњицу; остало је лака. Нарочито се истиче оклопна коњица - катафракти (-{κατάφρακτος}-) из Мале Азије.
Пешаци и коњаници били су заштићени оклопом и наоружани мачем, луком и стрелом, а ређе и копљем. То је одговарало византијској тактици која је тежила да противника на бојишту најпре изнури борбом из даљине (стрелама и копљима за бацање), а затим завршним ударом коњице реши битку. Такву византијску тактику, потпуно другачију од римске, развили су Велизар и Нарзес, војсковође цара Јустинијана (527-565).
За разлику од римске војске, у којој је тешка пешадија имала главну улогу, већ у доба Јустинијана коњица постаје главни род византијске војске. Византијска коњица већином је заузимала место на крилима пешадије и решавала битку ударом у бокове, јер се пешадија борила само стрелама или није у борбу ни ступала, па се на њу мало рачунало. У бици код Дараса, Велизарова коњица, разбивши персијску, ударом у бок пешадије решава битку. У бици код Трикамарума (533), Велизарова коњица, не сачекавши пешадију, такође разбија вандалску коњицу и наноси удар у бокове центра. Али, она није способна за гоњење; после победе, на бојишту је задржава пљачка. У дефанзивној бици коњица је сјахивала за борбу пешке. У бици код Тагине (552) најбоља Нарзесова варварска (најамничка) коњица (Лангобарди, Херули, Гепиди) сјахује за борбу пешке да би задржала налет готске коњице, а потом је разбија својом свежом коњицом на коњу и решава битку.